# Skare
Skare (også brugt Skarde) er en by i Odda kommune i Vestland fylke i Norge. Byen har 332 indbyggere (2012), og ligger ved riksvei 13 i Oddadalen.
Skare har kirke (Skare kirke), børnehave og børneskole. Blandt virksomhederne i bygden er Skare savværk, Skarsmo handelslag og Skare Auto (bilværksted). Bygdenhar flere kulturtilbud, som Skare ungdomslag, Skare idrætsklub, fodboldhold, 4H og bygdekvindeforening.